# Бери (окръг, Мисури)
Вижте пояснителната страница за други значения на Бери.
Окръг Бери (на английски: Barry County) е окръг в щата Мисури, Съединени американски щати. Площта му е 2049 km², а населението - 34 010 души (2000). Административен център е град Касвил.